# 理智

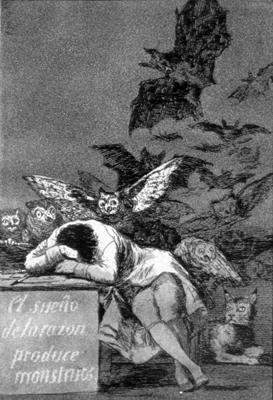
哥雅畫作《理智睡著時產生的惡魔》

理智（英語：reason），一種人類的心智能力。它被認為是一種思考、計算、衡量、推理與邏輯的能力，通常被當成形容詞來使用。當我們說一個人是理智的，代表他的行為都是經過思考，考慮過對錯、前因後果，有道理，合乎邏輯的。具備這樣能力的人，我們會說他是理性的。
與理性相對的心智能力，為直覺、感覺、情緒等，這些都是不經過仔細計算與推理，由內在衝動引導，進行決策的能力。

## 字源
在西方語言中，理智（英語：reason）最早源起於希臘文邏各斯（希臘語：λόγος），它是邏輯（英語：logic）的字根。
在羅馬時代，譯成拉丁語：，它拉丁文的原意是計算金錢，但在等同於邏各斯後，成為哲學上廣泛使用的術語。譯成英语後，成為法語：。英语词則來自於法语。

## 哲學史
自古典希臘時期開始，提出理智讓人類在大自然有特殊地位大概是西方哲學以及之後的現代科學的特色。哲學可被形容為以理智作基石的生活方式，相反地理智自遠古時代起已經是哲學討論中的其中一個主題。理性常與「自省」或「自我修正」相並論，而批判理智亦是哲學的一個常見主題。它在不同時空、以不同方式、被不同思想家作出不同關於人性的定義。

## 各種分類
理智指一個人精於算計，不易受騙，所以理智和情感衝動常是相對而顯:8。
上述引用是一种并非正确的观点，实则所指的是“精明”一词。
牟宗三認為，理智並不是理性。「運用理性」之「理性」其實是「理智」，是科技所代表；「極端非理性的事」之「理性」才是理性:9。作為材料之理性是知解之理性，就是科技之理性；聖人之理性是實踐之理性，就是道德之理性:10。
梁漱溟對理智和理性作出了明確的區分，他認為，理性是「無私的感情」，而理智則為理性所使用。他認為，理性是情的一面，而理智則是知的一面。

## 另見
- 工具理性
- 逻辑论证
- 確認偏誤
- 從眾行為
- 批判性思维
- 常理